# 王顯名
王顯名（？—？年），字古思，山西汾州府遼州人，明末清初政治人物。

## 生平
崇禎九年（1636年）丙子科中式山西鄉試第六十九名舉人，崇禎十六年（1643年）癸未科會試第三百六十一名，三甲第七十五名進士，吏部觀政。

## 家族
曾祖王暘。祖父王省耕。父王友林，耆賓。